# (20890) 2000 WN19
2000 دابليو أن 19 (ويعرف أيضًا باسم (20890) 2000 دابليو أن 19 وفق تسمية الكوكب الصغير) (بالإنجليزية: 2000 WN19)‏ هو كويكب ضمن حزام الكويكبات؛ وترتيبه 20890 من حيث الاكتشاف.
اكتُشف هذا الجُرم الفلكي بواسطة Charles W. Juels ‏ في 25 نوفمبر 2000.

## وصلات خارجية
- (20890) 2000 WN19 في قاعدة بيانات مختبر الدفع النفاث لأجرام النظام الشمسي الصغيرة

- الاكتشاف · مخطط المدار ·  العناصر المدارية · المعلمات المادية

- (20890) 2000 WN19 على موقع ويكي سكاي: DSS2, SDSS, GALEX, IRAS, Hydrogen α, X-Ray, Astrophoto, Sky Map, Articles and images